# Wahlbezirk Böhmen 46
Der Wahlbezirk Böhmen 46 war ein Wahlkreis für die Wahlen zum Abgeordnetenhaus im österreichischen Kronland Böhmen. Der Wahlbezirk wurde 1907 mit der Einführung der Reichsratswahlordnung geschaffen und bestand bis zum Zusammenbruch der Habsburgermonarchie.

## Geschichte
Nachdem der Reichsrat im Herbst 1906 das allgemeine, gleiche, geheime und direkte Männerwahlrecht beschlossen hatte, wurde mit 26. Jänner 1907 die große Wahlrechtsreform durch Sanktionierung von Kaiser Franz Joseph I. gültig. Mit der neuen Reichsratswahlordnung schuf man insgesamt 516 Wahlbezirke, wobei mit Ausnahme Galiziens in jedem Wahlbezirk ein Abgeordneter im Zuge der Reichsratswahl gewählt wurde. Der Abgeordnete musste sich dabei im ersten Wahlgang oder in einer Stichwahl mit absoluter Mehrheit durchsetzen. Der Wahlkreis Böhmen 46 umfasste die Gerichtsbezirke Poděbrad, Königstadtl und Neubydžow, wobei folgende Gemeinden ausgenommen waren:
- aus dem Gerichtsbezirk Neubydžow die gleichnamige Stadt Neubydžow (Wahlbezirk 22)
- aus dem Gerichtsbezirk Königstadtl die gleichnamige Stadt Königstadtl (Wahlbezirk 25)
- aus dem Gerichtsbezirk Poděbrad die Gemeinden Poděbrad, Sadska und Petschek (alle Wahlbezirk 25)

Aus der Reichsratswahl 1907 ging der Agrarier Jaroslav Rychtera als Sieger hervor. Bei der Reichsratswahl 1911 konnte Rychtera sein Mandat erfolgreich verteidigen.

## Wahlergebnisse

### Reichsratswahl 1907
Die Reichsratswahl 1907 wurde am 14. Mai 1907 (erster Wahlgang) sowie am 23. Mai 1907 (Stichwahl) durchgeführt.

#### Erster Wahlgang
| Kandidat                                                                       | Partei                                  | Wahlkreis- stimmen | Prozent |
| ------------------------------------------------------------------------------ | --------------------------------------- | ------------------ | ------- |
| Jaroslav Rychtera                                                              | Tschechische Agrarpartei                | 4610               | 41,9 %  |
| Antonín Zeller                                                                 | Tschechische Sozialdemokratische Partei | 3703               | 33,7 %  |
| Antonín Drápalík                                                               | Klerikaler Agrarier                     | 1708               | 15,5 %  |
| Václav Bláha                                                                   | Tschechisch national-soziale Partei     | 566                | 5,1 %   |
| Zdenko Sobotka                                                                 | Jungtschechen                           | 355                | 3,2 %   |
|                                                                                | Sonstige Parteien                       | 50                 | 0,5 %   |
| Wahlberechtigte: 12.790, Ungültige/Leere Stimmen: 134, Wahlbeteiligung: 87,0 % |                                         |                    |         |

#### Stichwahl
| Kandidat                                                                       | Partei                                  | Wahlkreis- stimmen | Prozent |
| ------------------------------------------------------------------------------ | --------------------------------------- | ------------------ | ------- |
| Jaroslav Rychtera                                                              | Tschechische Agrarpartei                | 6573               | 64,3 %  |
| Antonín Zeller                                                                 | Tschechische Sozialdemokratische Partei | 3657               | 35,7 %  |
| Wahlberechtigte: 12.790, Ungültige/Leere Stimmen: 134, Wahlbeteiligung: 87,0 % |                                         |                    |         |

### Reichsratswahl 1911
Die Reichsratswahl 1911 wurde am 13. Juni 1911 (erster Wahlgang) durchgeführt. Die Stichwahl entfiel auf Grund der absoluten Mehrheit für Rychtera im ersten Wahlgang.
| Kandidat                                                                       | Partei                                  | Wahlkreis- stimmen | Prozent |
| ------------------------------------------------------------------------------ | --------------------------------------- | ------------------ | ------- |
| Jaroslav Rychtera                                                              | Tschechische Agrarpartei                | 5697               | 55,5 %  |
| Pavel                                                                          | Tschechische Sozialdemokratische Partei | 3338               | 32,5 %  |
| Vincenc Cigánek                                                                | Tschechische Christlichsoziale Partei   | 1173               | 11,4 %  |
|                                                                                | Sonstige Parteien                       | 56                 | 0,5 %   |
| Wahlberechtigte: 13.205, Ungültige/Leere Stimmen: 201, Wahlbeteiligung: 79,3 % |                                         |                    |         |